# Grodkowo (Wydminy)
Pour les articles homonymes, voir Grodkowo.
Grodkowo est un village polonais de la voïvodie de Varmie-Mazurie, dans le powiat de Giżycko.